# Polnische Eishockeyliga 1975/76
Die Saison 1975/76 war die 41. Spielzeit der polnischen Eishockeyliga, der höchsten polnischen Eishockeyspielklasse. Meister wurde zum insgesamt achten Mal in der Vereinsgeschichte Podhale Nowy Targ. 

## Modus
In der Hauptrunde absolvierte jede der vier Mannschaften insgesamt 18 Spiele. Der Erstplatzierte der Hauptrunde wurde Meister. Für einen Sieg erhielt jede Mannschaft zwei Punkte, bei einem Unentschieden gab es einen Punkt und bei einer Niederlage null Punkte.

## Mannschaften
| Katowice |

| Nowy Targ |

| Łódź |

| Janów |

| Katowice |

| Nowy Targ |

| Łódź |

| Janów |

## Hauptrunde

### Tabelle
|    | Klub              | Spiele | Tore  | Punkte |
| -- | ----------------- | ------ | ----- | ------ |
| 1. | Podhale Nowy Targ | 18     | 74:59 | 25     |
| 2. | Baildon Katowice  | 18     | 78:67 | 19     |
| 3. | Naprzód Janów     | 18     | 50:59 | 17     |
| 4. | ŁKS Łódź          | 18     | 46:63 | 10     |